# Dravsko polje
Dravsko polje je obsežen ravninski del Štajerske na desnem bregu reke Drave. V grobem obsega ozemlje trikotne oblike, med Mariborom, Ptujem in Pragerskim. Povprečna nadmorska višina polja je 250 mnm. Dravsko polje na zahodu obdaja Pohorje, na severu Slovenske gorice, na jugu pa Haloze in Dravinjske gorice. Na vzhodu (v okolici Ptuja) se od levega brega Drave proti Ormožu ravninski del nadaljuje kot Ptujsko polje. 
Vzporedno z reko Dravo po polju teče še kanal Hidroelektrarne Zlatoličje, sicer pa večina vodotokov prihaja iz zahodnih oziroma južnih obrobij Dravskega polja in so desni pritoki Drave. Ti so: Dravinja, Polskava, Reka, Trojšnica, Devina, Kamenišnica in nekaj manjših studencev. Pri Ptuju se Drava razširi v umetno zajezeno Ptujsko jezero, iz katerega je reka nadaljuje svojo pot tudi preko obsežnega vodnega kanala Hidroelektrarne Formin. Na zahodnem delu polja se nahaja tudi nekaj manjših jezer oziroma ribnikov (Veliki in Mali ribnik, Škorčev ribnik, bajerja pri Pragerskem, itd.).
Najpogostejša naselja so razložene, med seboj sklenjene vasi obcestnega tipa. Nekoč večinoma kmečko prebivalstvo se je danes pustilo izriniti intenzivnim pridelovalnim kombinatom, farmam prašičev, klavnicam piščancev Perutnine Ptuj, Agrokombinatu Maribor, kemični industriji v kraju Rače, tovarni aluminija v Kidričevem, itd. V preteklosti so na zahodnem delu Dravskega polja, kamor so potoki s Pohorja prinašali veliko glinastih in ilovnatih snovi, delovale mnoge opekarne. Zaradi močvirne zemlje je bil v preteklosti južni in zahodni del polja bolj primeren za živinorejo, severni in zahodni, prodnati del, pa za poljedelstvo. 